# The Carnegie Hall Concert
The Carnegie Hall Concert från 2006 är ett soloalbum med pianisten Keith Jarrett. Det spelades in i Isaac Stern Auditorium, Carnegie Hall, New York.

## Låtlista
Musiken är skriven av Keith Jarrett om inget annat anges.
1. Part I – 9:56
2. Part II – 3:32
3. Part III–- 4:44
4. Part IV – 5:19
5. Part V – 9:54
6. Part VI – 6:50
7. Part VII – 8:35
8. Part VIII – 5:19
9. Part IX – 8:25
10. Part X – 9:46
11. The Good America – 6:47
12. Paint My Heart Red – 8:30
13. My Song – 8:04
14. True Blues – 7:00
15. Time on My Hands (Vincent Youmans/Harold Adamson/Mack Gordon) – 7:30

## Medverkande
- Keith Jarrett – piano